# Thị trấn (Việt Nam)
Thị trấn là một đơn vị hành chính cấp xã từng tồn tại tại Việt Nam. Loại đơn vị hành chính này đã bị bãi bỏ vào ngày 17 tháng 6 năm 2025.
Trước khi bãi bỏ, tất cả thị trấn tại Việt Nam đều trực thuộc các huyện. Thị trấn có thể là huyện lỵ nếu các cơ quan quản lý nhà nước cấp huyện được đặt tại thị trấn đó. Tuy nhiên, không phải thị trấn nào cũng là huyện lỵ và không phải huyện nào cũng có thị trấn. Đặc biệt, có một số huyện lỵ không đặt ở thị trấn cùng tên với chính mình, chủ yếu do giao thông không thuận lợi với các xã khác trong huyện như huyện Nhà Bè (Thành phố Hồ Chí Minh), huyện Tam Đảo (Vĩnh Phúc), huyện Chi Lăng (Lạng Sơn), huyện Đức Hòa (Long An). Hầu hết những huyện không có thị trấn nào là những huyện mới chia tách.

## Quy định trong luật pháp

Phân cấp hành chính Việt Nam theo Hiến pháp 2013 và Luật Tổ chức chính quyền địa phương 2015 (sửa đổi 2019)

### Cấp hành chính
- Trong Hiến pháp 2013, Chương IX: Chính quyền địa phương[1], Khoản 1 Điều 110 có viết:

1. Các đơn vị hành chính của nước Cộng hòa xã hội chủ nghĩa Việt Nam được phân định như sau:
Nước chia thành tỉnh, thành phố trực thuộc trung ương;
Tỉnh chia thành huyện, thị xã và thành phố thuộc tỉnh; thành phố trực thuộc trung ương chia thành quận, huyện, thị xã và đơn vị hành chính tương đương;
Huyện chia thành xã, thị trấn; thị xã và thành phố thuộc tỉnh chia thành phường và xã; quận chia thành phường.
Đơn vị hành chính - kinh tế đặc biệt do Quốc hội thành lập.

- Trong Luật Tổ chức chính quyền địa phương 2015[2] (sửa đổi, bổ sung 2019[3]), quy định tại Điều 2: Đơn vị hành chính, Chương I: Những quy định chung:

Các đơn vị hành chính của nước Cộng hòa xã hội chủ nghĩa Việt Nam gồm có:
1. Tỉnh, thành phố trực thuộc trung ương (sau đây gọi chung là cấp tỉnh);
2. Huyện, quận, thị xã, thành phố thuộc tỉnh, thành phố thuộc thành phố trực thuộc trung ương (sau đây gọi chung là cấp huyện);
3. Xã, phường, thị trấn (sau đây gọi chung là cấp xã);
4. Đơn vị hành chính - kinh tế đặc biệt.

Như vậy, thị trấn nằm ở cấp hành chính thứ ba trong 3 cấp hành chính (cấp tỉnh, cấp huyện, cấp xã) của Việt Nam.

### Tiêu chuẩn của đơn vị hành chính
Theo Nghị quyết số 1211/2016/UBTVQH13 của Ủy ban Thường vụ Quốc hội ban hành năm 2016, tại Điều 9, Mục 2: Tiêu chuẩn của đơn vị hành chính đô thị, Chương I: Tiêu chuẩn của đơn vị hành chính thì một thị trấn cần phải đáp ứng các tiêu chuẩn như sau:

Điều 9. Tiêu chuẩn của thị trấn
1. Quy mô dân số từ 8.000 người trở lên.
2. Diện tích tự nhiên từ 14 km² trở lên.
3. Đã được công nhận là đô thị loại IV hoặc loại V; hoặc khu vực dự kiến thành lập thị trấn đã được phân loại đạt tiêu chí của đô thị loại IV hoặc loại V.
4. Cơ cấu và trình độ phát triển kinh tế - xã hội đạt quy định tại Phụ lục 2 ban hành kèm theo Nghị quyết này.

## Thống kê
Tính đến ngày 1 tháng 2 năm 2025, Việt Nam có 10.035 đơn vị hành chính cấp xã (gồm xã, phường, thị trấn), trong đó có 617 thị trấn.
Tỉnh có nhiều thị trấn nhất là Thanh Hóa với 32 thị trấn, tiếp theo là thành phố Hà Nội với 21 thị trấn. Tỉnh Ninh Thuận có 3 thị trấn còn thành phố Đà Nẵng là đơn vị hành chính cấp tỉnh duy nhất không có thị trấn nào.
Danh sách các tỉnh, thành phố trực thuộc trung ương xếp theo số lượng thị trấn:
1. Thanh Hóa (32 thị trấn)
2. Hà Nội (21 thị trấn)
3. An Giang, Vĩnh Phúc (18 thị trấn)
4. Nghệ An (17 thị trấn)
5. Long An, Nam Định (15 thị trấn)
6. Bắc Giang, Cao Bằng, Gia Lai, Lạng Sơn, Quảng Nam, Hà Tĩnh (14 thị trấn)
7. Đắk Lắk, Hà Giang, Lâm Đồng (13 thị trấn)
8. Bình Định, Bình Thuận, Phú Thọ, Sóc Trăng (12 thị trấn)
9. Hậu Giang, Quảng Trị (11 thị trấn)
10. Bến Tre, Hải Dương, Hòa Bình, Kiên Giang, Thái Nguyên, Trà Vinh, Yên Bái (10 thị trấn)
11. Cà Mau, Đồng Nai, Đồng Tháp, Lào Cai, Quảng Ngãi, Thái Bình (9 thị trấn)
12. Hưng Yên, Quảng Bình, Tiền Giang, Sơn La (8 thị trấn)
13. Bà Rịa – Vũng Tàu, Bắc Kạn, Hải Phòng, Kon Tum, Lai Châu, Quảng Ninh, Huế (7 thị trấn)
14. Khánh Hòa, Ninh Bình, Phú Yên, Tây Ninh, Tuyên Quang, Vĩnh Long (6 thị trấn)
15. Bạc Liêu, Bắc Ninh, Bình Dương, Bình Phước, Cần Thơ, Đắk Nông, Điện Biên, Thành phố Hồ Chí Minh (5 thị trấn)
16. Hà Nam (4 thị trấn)
17. Ninh Thuận (3 thị trấn)
18. Đà Nẵng (không có thị trấn nào).

Hiện nay, cả nước có:
- 2 huyện có 5 thị trấn, đó là các huyện:
  - Bình Xuyên (Vĩnh Phúc)
  - Đạ Huoai (Lâm Đồng)
- 4 huyện có 4 thị trấn, đó là các huyện:
  - Châu Thành A (Hậu Giang)
  - Long Đất (Bà Rịa – Vũng Tàu)
  - Phú Lộc (Huế)
  - Yên Định (Thanh Hóa)
- 21 huyện có 3 thị trấn, đó là các huyện:
  - Thoại Sơn, Chợ Mới, An Phú, Tri Tôn (An Giang)
  - Hải Hậu, Nghĩa Hưng, Trực Ninh (Nam Định)
  - Thọ Xuân, Hà Trung (Thanh Hóa)
  - Tam Đảo, Vĩnh Tường (Vĩnh Phúc)
  - Quảng Hòa (Cao Bằng)
  - Phụng Hiệp (Hậu Giang)
  - Đức Hòa (Long An)
  - Bảo Thắng (Lào Cai)
  - Văn Chấn (Yên Bái)
  - Bố Trạch (Quảng Bình)
  - Vĩnh Linh (Quảng Trị)
  - Đồng Hỷ (Thái Nguyên)
  - Phù Cát (Bình Định)
  - Quế Sơn (Quảng Nam)
- 83 huyện có 2 thị trấn, đó là các huyện:
  - Hiệp Hòa, Lạng Giang, Lục Nam, Sơn Động, Tân Yên, Yên Thế, Lục Ngạn (Bắc Giang)
  - Gia Bình (Bắc Ninh)
  - Hà Quảng, Nguyên Bình, Trùng Khánh (Cao Bằng)
  - Bắc Quang, Đồng Văn, Vị Xuyên (Hà Giang)
  - Cao Lộc, Chi Lăng, Đình Lập, Lộc Bình (Lạng Sơn)
  - Lâm Thao (Phú Thọ)
  - Đại Từ, Phú Lương (Thái Nguyên)
  - Lạc Thủy (Hòa Bình)
  - Ngân Sơn (Bắc Kạn)
  - Yên Bình (Yên Bái)
  - Chương Mỹ, Gia Lâm, Mê Linh, Phú Xuyên (Hà Nội)
  - Thanh Liêm (Hà Nam)
  - Thạch Hà (Hà Tĩnh)
  - Cẩm Giàng (Hải Dương)
  - An Lão, Cát Hải (Hải Phòng)
  - Giao Thủy (Nam Định)
  - Kim Sơn (Ninh Bình)
  - Hưng Hà, Quỳnh Phụ (Thái Bình)
  - Lập Thạch, Tam Dương, Yên Lạc (Vĩnh Phúc)
  - Thạch Thành, Thiệu Hóa, Triệu Sơn (Thanh Hóa)
  - Cẩm Xuyên, Hương Sơn, Nghi Xuân, Can Lộc, Thạch Hà (Hà Tĩnh)
  - Lệ Thủy (Quảng Bình)
  - Gio Linh, Hướng Hóa (Quảng Trị)
  - Tư Nghĩa (Quảng Ngãi)
  - Phù Mỹ, Tuy Phước (Bình Định)
  - Bắc Bình, Đức Linh, Hàm Tân, Hàm Thuận Bắc, Tuy Phong (Bình Thuận)
  - Chư Păh (Gia Lai)
  - Cư M'gar, Ea Kar (Đắk Lắk)
  - Đơn Dương, Lâm Hà (Lâm Đồng)
  - Bắc Tân Uyên (Bình Dương)
  - Châu Đức (Bà Rịa – Vũng Tàu)
  - Châu Phú, Châu Thành, Phú Tân (An Giang)
  - Trần Văn Thời (Cà Mau)
  - Vĩnh Thạnh (Cần Thơ)
  - Châu Thành (Hậu Giang)
  - Hòn Đất (Kiên Giang)
  - Kế Sách, Long Phú, Thạnh Trị, Trần Đề (Sóc Trăng)
  - Gò Công Đông (Tiền Giang)
  - Cầu Ngang, Tiểu Cần, Trà Cú (Trà Vinh)
  - Ba Tri, Châu Thành (Bến Tre)
- 34 huyện không có thị trấn (các huyện không chia đơn vị hành chính cấp xã được in đậm), đó là các huyện:
  - Mường Nhé, Nậm Pồ, Điện Biên (Điện Biên)
  - Sốp Cộp, Vân Hồ (Sơn La)
  - Pác Nặm (Bắc Kạn)
  - Bạch Long Vĩ (Hải Phòng)
  - Quảng Trạch (Quảng Bình)
  - Cồn Cỏ (Quảng Trị)
  - Hòa Vang, Hoàng Sa (Đà Nẵng)
  - Tây Giang, Nam Trà My (Quảng Nam)
  - Sơn Tây, Minh Long, Lý Sơn (Quảng Ngãi)
  - Tu Mơ Rông, Ia H'Drai (Kon Tum)
  - Ia Pa (Gia Lai)
  - Buôn Đôn, Cư Kuin (Đắk Lắk)
  - Đắk Glong, Tuy Đức (Đắk Nông)
  - Bác Ái, Thuận Bắc, Thuận Nam (Ninh Thuận)
  - Phú Quý (Bình Thuận)
  - Côn Đảo (Bà Rịa – Vũng Tàu)
  - Đam Rông (Lâm Đồng)
  - Bù Gia Mập, Phú Riềng (Bình Phước)
  - Tân Phú Đông (Tiền Giang)
  - Giang Thành, Kiên Hải, U Minh Thượng (Kiên Giang)
- 374 huyện có 1 thị trấn.

Thông thường tên các thị trấn thường có 2 âm tiết, nhưng có một số thị trấn mà tên gọi chỉ có 1 âm tiết, chủ yếu tập trung ở vùng Đồng bằng sông Hồng: 
- Thắng (Hiệp Hòa), Vôi, Kép (Lạng Giang)
- Đu (Phú Lương)
- Bo (Kim Bôi)
- Thứa (Lương Tài), Lim (Tiên Du), Chờ (Yên Phong)
- Phùng (Đan Phượng)
- Vương (Tiên Lữ)
- Cồn (Hải Hậu), Gôi (Vụ Bản), Lâm (Ý Yên)
- Nưa (Triệu Sơn)
- Dùng (Thanh Chương)
- Nghèn (Can Lộc)
- Sịa (Quảng Điền)
- Prao (Đông Giang)
- Kbang (Kbang)
- M'Drắk (M'Drắk)
- D'Ran (Đơn Dương).

Thị trấn có diện tích lớn nhất: thị trấn Thạnh Mỹ (huyện Nam Giang) với 206,58 km².
Thị trấn có diện tích nhỏ nhất: thị trấn Trường Sa (huyện Trường Sa) với 0,15 km².

## Phân loại đô thị
Đa số thị trấn tại Việt Nam được xếp vào đô thị loại V. Một số thị trấn lớn được Bộ Xây dựng công nhận là đô thị loại IV như:
| STT | Tên thị trấn | Huyện         | Tỉnh        | Loại đô thị | Năm công nhận | Chú thích                                         |
| --- | ------------ | ------------- | ----------- | ----------- | ------------- | ------------------------------------------------- |
| 1   | Ea Kar       | Ea Kar        | Đắk Lắk     | IV          | 2008          |                                                   |
| 2   | Liên Nghĩa   | Đức Trọng     | Lâm Đồng    | IV          | 2009          |                                                   |
| 3   | Bến Lức      | Bến Lức       | Long An     | IV          | 2010          |                                                   |
| 4   | Hậu Nghĩa    | Đức Hòa       | Long An     | IV          | 2010          |                                                   |
| 5   | Việt Quang   | Bắc Quang     | Hà Giang    | IV          | 2010          |                                                   |
| 6   | Vạn Giã      | Vạn Ninh      | Khánh Hòa   | IV          | 2010          |                                                   |
| 7   | Mỹ An        | Tháp Mười     | Đồng Tháp   | IV          | 2010          | Cùng với khu vực mở rộng                          |
| 8   | Lấp Vò       | Lấp Vò        | Đồng Tháp   | IV          | 2011          | Cùng với khu vực mở rộng                          |
| 9   | Phan Rí Cửa  | Tuy Phong     | Bình Thuận  | IV          | 2011          |                                                   |
| 10  | Thắng        | Hiệp Hòa      | Bắc Giang   | IV          | 2012          | Cùng với khu vực mở rộng                          |
| 11  | Phước An     | Krông Pắc     | Đắk Lắk     | IV          | 2012          |                                                   |
| 12  | Kiên Lương   | Kiên Lương    | Kiên Giang  | IV          | 2012          |                                                   |
| 13  | Năm Căn      | Năm Căn       | Cà Mau      | IV          | 2012          |                                                   |
| 14  | Sông Đốc     | Trần Văn Thời | Cà Mau      | IV          | 2012          |                                                   |
| 15  | Mỹ Thọ       | Cao Lãnh      | Đồng Tháp   | IV          | 2014          |                                                   |
| 16  | Đắk Mil      | Đắk Mil       | Đắk Nông    | IV          | 2014          |                                                   |
| 17  | Thịnh Long   | Hải Hậu       | Nam Định    | IV          | 2014          | Mở rộng đạt tiêu chuẩn loại IV                    |
| 18  | Buôn Trấp    | Krông Ana     | Đắk Lắk     | IV          | 2014          |                                                   |
| 19  | Plei Kần     | Ngọc Hồi      | Kon Tum     | IV          | 2015          | Mở rộng đạt tiêu chuẩn loại IV                    |
| 20  | Chư Sê       | Chư Sê        | Gia Lai     | IV          | 2015          |                                                   |
| 21  | Cần Giuộc    | Cần Giuộc     | Long An     | IV          | 2015          | Cùng với khu vực mở rộng                          |
| 22  | Cần Đước     | Cần Đước      | Long An     | IV          | 2015          | Cùng với khu vực mở rộng                          |
| 23  | Phú Phong    | Tây Sơn       | Bình Định   | IV          | 2015          |                                                   |
| 24  | Kiến Đức     | Đắk R'lấp     | Đắk Nông    | IV          | 2015          | Cùng với khu vực mở rộng                          |
| 25  | Cái Rồng     | Vân Đồn       | Quảng Ninh  | IV          | 2015          | Cùng với khu vực mở rộng                          |
| 26  | Đồng Đăng    | Cao Lộc       | Lạng Sơn    | IV          | 2016          | Cùng với khu vực mở rộng                          |
| 27  | Đức Hòa      | Đức Hòa       | Long An     | IV          | 2016          | Cùng với khu vực mở rộng                          |
| 28  | Ba Tri       | Ba Tri        | Bến Tre     | IV          | 2016          | Cùng với khu vực mở rộng                          |
| 29  | Bình Đại     | Bình Đại      | Bến Tre     | IV          | 2016          | Cùng với khu vực mở rộng                          |
| 30  | Núi Sập      | Thoại Sơn     | An Giang    | IV          | 2016          |                                                   |
| 31  | Phú Mỹ       | Phú Tân       | An Giang    | IV          | 2016          |                                                   |
| 32  | Ea Drăng     | Ea H'leo      | Đắk Lắk     | IV          | 2016          |                                                   |
| 33  | Hoàn Lão     | Bố Trạch      | Quảng Bình  | IV          | 2017          | Cùng với khu vực mở rộng                          |
| 34  | Kiến Giang   | Lệ Thủy       | Quảng Bình  | IV          | 2017          | Cùng với khu vực mở rộng                          |
| 35  | Ngọc Lặc     | Ngọc Lặc      | Thanh Hóa   | IV          | 2017          | Cùng với khu vực mở rộng                          |
| 36  | Diêm Điền    | Thái Thụy     | Thái Bình   | IV          | 2018          | Cùng với khu vực mở rộng                          |
| 37  | Lam Sơn      | Thọ Xuân      | Thanh Hóa   | IV          | 2018          | Đô thị Lam Sơn - Sao Vàng                         |
| 38  | Sao Vàng     | Thọ Xuân      | Thanh Hóa   | IV          | 2018          | Đô thị Lam Sơn - Sao Vàng                         |
| 39  | Hát Lót      | Mai Sơn       | Sơn La      | IV          | 2018          |                                                   |
| 40  | Hùng Sơn     | Đại Từ        | Thái Nguyên | IV          | 2019          |                                                   |
| 41  | Long Thành   | Long Thành    | Đồng Nai    | IV          | 2019          | Cùng với khu vực mở rộng                          |
| 42  | Trảng Bom    | Trảng Bom     | Đồng Nai    | IV          | 2019          | Cùng với khu vực mở rộng                          |
| 43  | Lương Sơn    | Lương Sơn     | Hòa Bình    | IV          | 2019          | Cùng với khu vực mở rộng                          |
| 44  | Chợ Mới      | Chợ Mới       | An Giang    | IV          | 2019          | Cùng với khu vực mở rộng                          |
| 45  | Ea T'ling    | Cư Jút        | Đắk Nông    | IV          | 2020          | Cùng với khu vực mở rộng                          |
| 46  | Tiên Yên     | Tiên Yên      | Quảng Ninh  | IV          | 2020          | Cùng với khu vực mở rộng                          |
| 47  | Như Quỳnh    | Văn Lâm       | Hưng Yên    | IV          | 2020          | Khu vực phát triển đô thị trung tâm huyện Văn Lâm |
| 48  | Quảng Phú    | Cư M'gar      | Đắk Lắk     | IV          | 2020          |                                                   |
| 49  | Mỏ Cày       | Mỏ Cày Nam    | Bến Tre     | IV          | 2020          | Cùng với khu vực mở rộng                          |
| 50  | Đồi Ngô      | Lục Nam       | Bắc Giang   | IV          | 2021          |                                                   |
| 51  | Diên Khánh   | Diên Khánh    | Khánh Hòa   | IV          | 2021          | Đô thị Diên Khánh                                 |
| 52  | Quảng Hà     | Hải Hà        | Quảng Ninh  | IV          | 2021          | Cùng với khu vực mở rộng                          |
| 53  | An Châu      | Châu Thành    | An Giang    | IV          | 2022          | Cùng với khu vực mở rộng                          |
| 54  | Tri Tôn      | Tri Tôn       | An Giang    | IV          | 2022          | Cùng với khu vực mở rộng                          |
| 55  | Cái Dầu      | Châu Phú      | An Giang    | IV          | 2022          | Cùng với khu vực mở rộng                          |
| 56  | Núi Thành    | Núi Thành     | Quảng Nam   | IV          | 2022          | Đô thị Núi Thành                                  |
| 57  | Chờ          | Yên Phong     | Bắc Ninh    | IV          | 2022          | Đô thị Yên Phong                                  |
| 58  | Phố Lu       | Bảo Thắng     | Lào Cai     | IV          | 2024          | Đô thị Phố Lu                                     |
| 59  | Tiền Hải     | Tiền Hải      | Thái Bình   | IV          | 2024          | Cùng với khu vực mở rộng                          |
| 60  | Nghèn        | Can Lộc       | Hà Tĩnh     | IV          | 2024          | Cùng với khu vực mở rộng                          |
| 61  | Vôi          | Lạng Giang    | Bắc Giang   | IV          | 2024          | Cùng với khu vực mở rộng                          |
| 62  | Tiểu Cần     | Tiểu Cần      | Trà Vinh    | IV          | 2024          | Đô thị Tiểu Cần                                   |

## Phân biệt với xã
Tiêu chí để xét một khu vực dân cư là thị trấn hay xã thông thường gắn với tỷ lệ ngành nghề. Tại khu vực xã, tỷ lệ dân số làm nông nghiệp (lâm nghiệp, ngư nghiệp) cao hơn so với một thị trấn. Tại địa bàn một huyện, mật độ dân số tại các thị trấn thông thường cũng cao hơn so với mật độ dân số tại các xã. Các tiêu chí khác như số lượng dân số, đóng góp cho ngân sách (qua thuế chẳng hạn), diện tích đất đai không rõ nét trong trường hợp này. Một thị trấn có thể đông dân và nộp ngân sách nhiều hơn một xã, song cũng không ít trường hợp ngược lại.

## Thị tứ
Các sách báo gần đây đề cập nhiều đến khái niệm thị tứ. Tuy nhiên, thị tứ không phải là một đơn vị hành chính nhà nước chính thức. Một thị tứ thông thường được hiểu là trung tâm của một tiểu vùng kinh tế (bao gồm phạm vi nhiều xã với lượng dân cư khoảng 4-5 nghìn người, nhưng không phải trong phạm vi toàn huyện); trong đó các ngành nghề như thương mại, dịch vụ, công nghiệp và tiểu thủ công nghiệp phát triển hơn so với các vùng phụ cận. Dân cư sống trong khu vực đó cũng sống tập trung và có mật độ cao hơn. Một thị tứ được hình thành khi ở khu vực đó có sự thuận lợi về các điều kiện hạ tầng cơ sở hơn so với khu vực phụ cận. Nó có thể nằm trong khu vực thuộc nhiều xã giáp ranh. Nó là tiền đề để hình thành nên các thị trấn mới trong tương lai, khi nó phát triển đủ lớn để chính quyền có thể công nhận.